# Simpson (sous-marin)
Pour les articles homonymes, voir Almirante Simpson (navire chilien).
Le Simpson (SS-21) est un sous-marin de la marine chilienne, de type 209-1300 et de conception allemande.